# Welterbe in Paraguay

Zum Welterbe in Paraguay gehört (Stand 2018) eine UNESCO-Welterbestätte des Weltkulturerbes. Paraguay hat die Welterbekonvention 1988 ratifiziert, die bislang einzige Welterbestätte wurde 1993 in die Welterbeliste aufgenommen.

## Welterbestätten
Die folgende Tabelle listet die UNESCO-Welterbestätten in Paraguay in chronologischer Reihenfolge nach dem Jahr ihrer Aufnahme in die Welterbeliste (K – Kulturerbe, N – Naturerbe, K/N – gemischt, (G) – auf der Liste des gefährdeten Welterbes).
| Bild             | Bezeichnung                                                               | Jahr | Typ | Ref. | Beschreibung |
| ---------------- | ------------------------------------------------------------------------- | ---- | --- | ---- | --- |
| (weitere Bilder) | Jesuitenmissionen La Santisima Trinidad de Paraná und Jesus de Tavarangue | 1993 | K   | 648  | Die Jesuitenmissionen La Santísima Trinidad de Paraná (⊙) und Jesús de Tavarangüe (⊙) waren Teil eines Systems von 30 Siedlungen in Südamerika. Neben den Jesuitenreduktionen in Paraguay finden sich weitere in Argentinien und Brasilien, die teilweise auch zu Welterbestätten erklärt wurden. Zweck dieser im 17. und 18. Jahrhundert errichteten Siedlungen war vor allem die christliche Missionierung der einheimischen Völker. |

## Tentativliste
In der Tentativliste sind die Stätten eingetragen, die für eine Nominierung zur Aufnahme in die Welterbeliste vorgesehen sind.
Derzeit (2018) sind sechs Stätten in der Tentativliste von Paraguay eingetragen, die letzte Eintragung erfolgte 2018.
Die folgende Tabelle listet die Stätten in chronologischer Reihenfolge nach dem Jahr ihrer Aufnahme in die Tentativliste.
| Bild                                              | Bezeichnung                                              | Jahr | Typ | Ref. | Beschreibung |
| ------------------------------------------------- | -------------------------------------------------------- | ---- | --- | ---- | --- |
| Eisenbahnsystem Pte. Carlos Antonio López         | Eisenbahnsystem Pte. Carlos Antonio López                | 1993 | K   | 506  | |
| Nationalpark Ybyturuzú                            | Nationalpark Ybyturuzú (Lage)                            | 1993 | N   | 507  | Das Gebiet hat einen großen Reichtum an Flora und Fauna sowie an archäologischen Funden, darunter Felsbilder in Höhlen und Abris. |
| BW                                                | Nationalpark Tinfunqué (Lage)                            | 1993 | N   | 508  | Das Gebiet schützt das Ökosystem des feuchten Chaco sowie die historischen Stätten des Chaco-Krieges (1932–1935) zwischen Paraguay und Bolivien. Der Nationalpark wurde am 4. Mai 1956 gegründet und ist ein wichtiges Rückzugsgebiet für Wildtiere. |
| Naturreservat Mbaracayú                           | Naturreservat Mbaracayú (Lage)                           | 2003 | K/N | 1845 | |
| Paraguayisches Pantanal                           | Paraguayisches Pantanal (Lage)                           | 2018 | N   | 6281 | Das Pantanal ist ein Schwemmland, das vom Río Paraguay und seinen Nebenflüssen saisonal überschwemmt und entwässert wird. Das Gebiet, das den Río-Negro-Nationalpark umfasst, ist aufgrund seiner Bedeutung für 22 Zugvogelarten als Important Bird Area ausgewiesen. Ebenso ist es wichtig für die Erhaltung einiger Säugetierarten wie dem Mähnenwolf, Sumpfhirsch, Puma, Jaguar, Riesenotter, Riesengürteltier und dem Großen Ameisenbär. |
| Eisenbahn-Komplex und Englisches Dorf von Sapucai | Eisenbahn-Komplex und Englisches Dorf von Sapucai (Lage) | 2018 | K   | 6282 | Der Eisenbahn-Komplex von Sapucai war für mehr als ein Jahrhundert das wichtigste Zentrum für Bau und Instandhaltung der paraguayischen Eisenbahn. Das Englische Dorf (Villa Inglesa) wurde angelegt, um die britischen Eisenbahningenieure der Paraguay Central Railway aufzunehmen, die in den Eisenbahnwerkstätten arbeiteten. |
|                                                   | Yerba Mate Kulturlandschaft                              | 2022 | K   | 6612 | |
|                                                   | Templo San Buenaventura de Yaguaron                      | 2022 | K   | 6614 | |
|                                                   | Felskunst von Jsukaevnda und Cerro Corá                  | 2022 | K   | 6609 | Médanos del Chaco National Park Jesuit Mission of San Cosme y San Damián Defensores del Chaco National Park |